# Hypophytala
Hypophytala is een geslacht van vlinders van de familie Lycaenidae.

## Soorten
- H. henleyi (Kirby, 1890)
- H. hyettina (Aurivillius, 1897)
- H. hyettoides (Aurivillius, 1895)
- H. similis (Aurivillius, 1891)